# جمانة إميل عبود
جُمانة إميل عبّود (1971) هي فنانة فلسطينية تعيش وتعمل في القدس.

## حياتها
ولدت جمانة في شفاعمرو في الجليل وانتقلت للعيش في أونتاريو (كندا) مع والديها عام 1979. درس في جامعة أونتاريو للفنون الفنية في تورنتو. في عام 1991 انتقلت للعيش في القدس، وهناك درست الفنون الجميلة في أكاديمية بتسلئيل للفنون والتصميم وحصلت على درجة البكالوريوس في الفنون BFA، ثم التحقت بالدراسات العليا.
تستخدم عبود في أعمالها وسائط عديدة: الرسم والفيديو والعروض الأدائية والأغراض والنصوص، توظفها جميعها للتداول في موضوع الذاكرة سواء كانت الذاكرة الشخصية أو التاريخ الجماعي والخسارة والمقدرة على الصمود. ترشحت في العام 2013 للمرحلة النهائية في جائزة سيليست.
أقامت معارض منفردة في تل أبيب، في متحف هرتسليا للفن المعاصر، وفي منتدى شلوسبلاتس في مدينة آراو، سويسرا. كما شاركت أعملها في معارض دولية: بينالي البندقية، بينالي إسطنبول، متحف البحرين الوطني في المنامة، معهد العالم العربي في باريس، معرض القدس، ودارة الفنون في عمان، متحف مؤسسة أنطونيو بيريز في قونكة، إسبانيا.

## أعمالها الفنية
تستخدم عبود مزيج من الرسم والفيديو وفن الأداء والنصوص لوصف مواضيع تمس بالذاكرة والفقدان والانتماء والشوق. وترتكز أعمالها على عناصر من التراث الفلسطيني ومن ثقافة وتقاليد الشعب الفلسطيني. تقوم باستكشاف الذاكرة ورواية القصص والحكايا والشخصيات الخرافية. تظهر في العديد من أعمالها المناظر الطبيعية الفلسطينية. تسلط الضوء على أثر تجزئة الذاكرة وأثر التاريخ على حياة الفرد الجارية.
تعيد عبود كتابة القصص الخيالية في أعمالها، فمثلًا تستخدم قصة رابونزيل المعروفة لاستكشاف حياة المرأة العربية. في هذه السلسلة تستخدم رسومات بقلم رصاص، والصور، والدانتيل، والبذور لبحث وتصوير مكانة المرأة في المجتمع. وتشير من خلال العمل إلى أوجه الشبه بين المرأة المحلية وبين النساء في العديد من الثقافات الأخرى.

## خبّئ ماءك عن الشمس
هذا الفيديو ذات ثلاث قنوات يسلط الضوء على دراسة الدكتور توفيق كنعان حول شياطين المياه والمواقع المسكونة في فلسطين مثل ينابيع المياه. تعاونت في إنجاز العمل مع المخرج الفلسطيني عيسى فريج لتوثيق المواقع. يذكر أحد مقاطع الفيديو دراسة أجريت في العام 1920 توثق أحد الينابيع وغيره من سمات المياه التي فُقدت منذ ذلك الوقت وهذا المنطق هو جزء من التراث الشعبي الفلسطيني؛ يرافق الفيديو قراءة لمقتطفات من الدراسة.